# Московец, Валерий Иванович
Валерий Иванович Московец (укр. Валерій Іванович Московець; 19 сентября 1949, Харьковская область — 11 марта 2022, Дергачи, Харьковская область) — советский и украинский деятель правоохранительных органов, учёный-социолог. Полковник милиции. Кандидат социологических наук, доцент и проректор Харьковского национального университета внутренних дел. Погиб в результате обстрела жилых кварталов Дергачей во время российского вторжения в Украину.

## Биография
Валерий Московец родился 19 сентября 1949 года в Харьковской области. Получил среднее специальное образование в Харьковском МПТУ № 23, позже работал токарем на Харьковском заводе агрегатных станков и проходил срочную службу в рядах Вооружённых сил СССР.  В 1974 году окончил Донецкую среднюю спецшколу милиции МВД СССР. Тогда же начал работать в органах внутренних дел СССР на должности милиционера в отделении внутренних дел Московского райисполкома Харькова. В 1983 году окончил Киевскую высшую школу МВД СССР. Последовательно занимал должности инспектора уголовного розыска спецкомендатуры для учёта условно осуждённых и надзора за их поведением при отделе внутренних дел Красноградского райисполкома Харьковской области, инспектора по делам несовершеннолетних, начальника инспекции по делам несовершеннолетних, заместителя начальника и начальника Казачалопанского поселкового отделения милиции. С 1993 по 2001 год был начальником Дергачёвского районного отдела УМВД Украины. К 2004 году имел специальное звание полковника милиции.
В 2001 году Валерий Московец защитил диссертацию на тему: «Взаємодія населення з міліцією: стан та шляхи удосконалення» (рус. Взаимодействие населения с милицией: состояние и пути усовершенствования) на соискание научной степени кандидата социологических наук. Научным руководителем был профессор Василий Соболев, а официально оппонировали Виль Бакиров и Николай Ануфриев.
С 2001 года стал работать в Национальном университете внутренних дел (с 2005 года — Харьковский национальный университет внутренних дел (ХНУВД)). В 2001—2005 годах занимал должность проректора, с 2002 года был проректором по направлению кадровой работы. Параллельно занимался научно-воспитательной работой в университете, по состоянию на 2004 год возглавлял Институт переподготовки и повышения квалификации работников органов внутренних дел. Позже был директором Учебно-научного института права и массовых коммуникаций ХНУВД, после реорганизации института в апреле 2013 года в факультет права и массовых коммуникаций стал деканом этого факультета. В 2010 году снова занял должность проректора, которую покинул в следующем году.
Позже работал в должности помощника ректора по работе с ветеранами и общественными организациями отдела организационно-аналитической работы и контроля. 26 июня 2018 года был избран председателем новосозданной первичной профсоюзной организации ХНУВД. Имел учёное звание доцента.
Оказывал поддержку футзальной команде университета — «Александр». В 2001—2007 годы был вице-президентом, а в 2010—2011 годы президентом команды. После того как в сезоне 2005/06 команда осталась без поддержки университета и потеряла многих игроков и сотрудников, она смогла доиграть свой последний сезон в Высшей лиге благодаря личной поддержке Александра Бандурки, Александра Ярмыша и Валерия Московца.
Погиб 11 марта 2022 года во время обстрела жилых кварталов Дергачей российскими войсками во время вторжения на Украину. Вместе с Валерием Ивановичем погибла его 21-летняя внучка Анастасия.
В некрологе, распространённом пресс-службой ХНУВД, отмечалось, что погибший «имел огромный практический опыт работы в правоохранительных органах, был настоящим профессионалом и замечательным человеком, оптимистом, с непревзойдённым чувством юмора». Председатель Харьковской областной государственной администрации Олег Синегубов, который некоторое время работал под руководством Московца, охарактеризовал покойника «как очень порядочного, честного и профессионального человека, примерного семьянина — отца и дедушку».

## Научные работы
По состоянию на 2004 год Валерий Московец написал более 20 научных публикаций, среди них пять монографий, учебных и учебно-методических пособий.

### Отдельные издания
- Соболєв В. О., Попова Г. В., Болотова В. О., Московець В. І. Міліція і населення–партнери // Харків: Вид-во Ун-ту внутр. справ. 2000  (укр.)
- Бандурка О. М., Соболєв В. О., Московець В. І. Партнерські взаємовідносини між населенням та міліцією: підручник // Харків : Вид-во Ун-ту внутр. справ. 2003  (укр.)
- Закон України «Про засади запобігання і протидії корупції» : наук.-практ. коментар / О. М. Бандурка, В. В. Ковальська, О. М. Литвинов та ін. Харків : НікаНова, 2012. 224 с.  (укр.)
- Національна економіка : підручник / О.В. Носова, В.К. Васенко, О.М. Литвинов та ін. Київ : Центр учб. літ., 2013. 512 с.[16]  (укр.)
- Бандурка О. М. Регіональна економіка: підруч. / за заг. ред. д-ра юрид. наук, акад. НАПрН України, проф. О. М. Бандурки, д-ра екон. наук, проф. О. В. Носової; Харків: Золота миля, 2016. 333 с.  (укр.)
- Бортник С. М., Греченко В. А., Московець В. І. Розвиток фізичної культури і спорту в Харківському національному університеті внутрішніх справ // Харків: ХНУВС, ФОП Кандиба Т.П., 2022. 470 с.[17]  (укр.)

### Научные статьи
- Поняття та значення правоохоронної функції держави // Право і Безпека[укр.]. 2011. № 2 (39). С. 7–11  (укр.)
- Організаційно-правові засади участі громадськості в охороні громадського порядку в Україні // Право і Безпека. 2011. № 3 (40). С. 80–85  (укр.)
- Поняття «громадськість» у законодавстві та адміністративно-правовій теорії // Форум права. 2011. № 2. С. 630–634  (укр.)
- Форми участі громадськості в забезпеченні громадського порядку // Форум права. 2011. № 3. С. 553–558  (укр.)
- Правове регулювання участі громадян в охороні державного кордону // Форум права. 2012. № 4. С. 660–664  (укр.)
- Система державних органів, які забезпечують правоохоронну функцію держави // Право і безпека. 2012. № 3 (45). С. 113–117  (укр.)
- Участие общественности в осуществлении таможенного дела в Украине  // Legea si viata = Закон и Жизнь : междунар. науч.-практ. журн. 2013. № 8/4. P. 98-102
- Формы участия общественности в охране государственной границы  // Наше право. 2013. № 8. С. 140–146
- Адміністративно-правовий статус недержавних правоохоронних формувань  // Європейські перспективи. 2014. № 6. С. 62–66  (укр.)
- Греченко В. А., Московець В. І. Діяльність міліції щодо протидії злочинності в УСРР у середині 1930-х років // Право і безпека. 2018. № 1 (68). С. 17–24  (укр.)

## Награды
Удостоен следующих наград:
- медаль «За безупречную службу» I, II и III степеней
- медаль «10 лет МВД Украині»
- отличие Министерства внутренних дел нагрудный знак «За отличие в службе»[укр.] I и II степеней
- премия Министерства внутренних дел «За международное сотрудничество»
- благодарность председателя Харьковской областной государственной администрации (1 сентября 2019 года) за «весомый личный вклад в подготовку квалифицированных специалистов для государственных учреждений и правоохранительных органов, активную общественную деятельность»[9]